# Miss Europe 1992

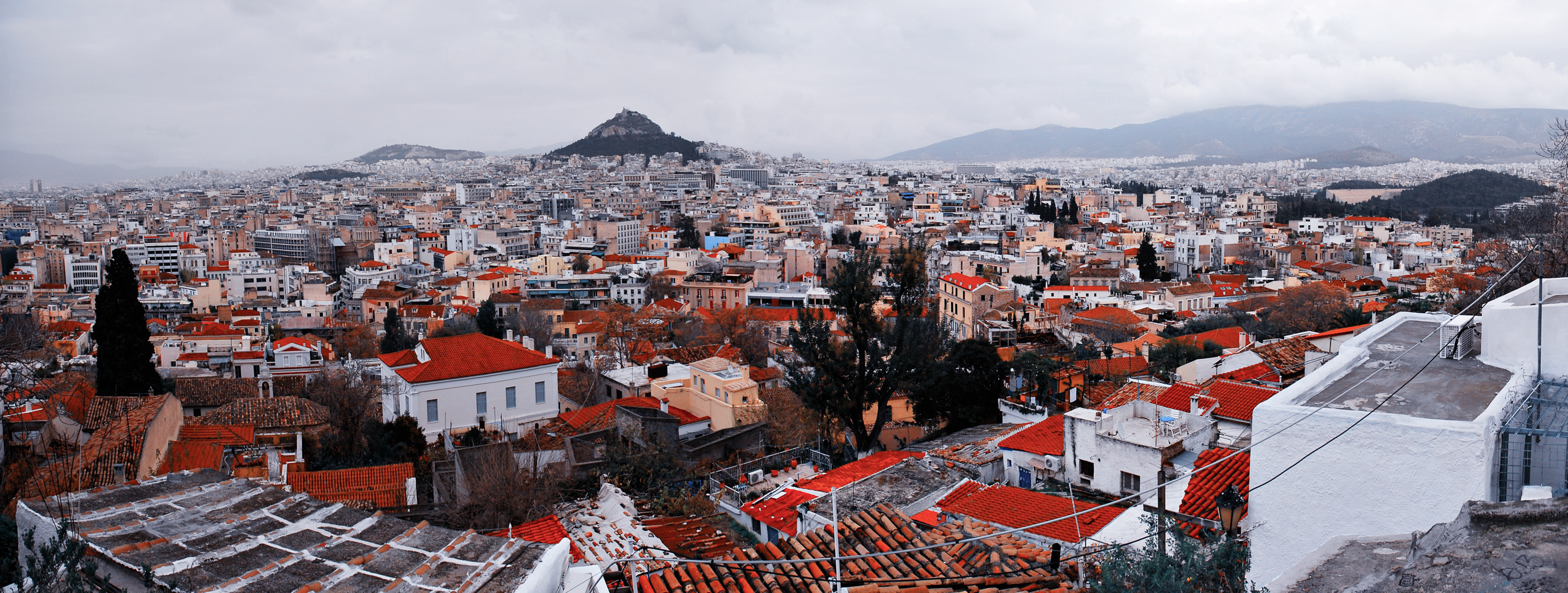
Panorama von Athen, dem Ort der Veranstaltung

Der Wettbewerb um die Miss Europe 1992 war der sechsunddreißigste seit 1948, den die Mondial Events Organisation (MEO) durchführte. Sie war von den Franzosen Roger Zeiler und Claude Berr ins Leben gerufen worden, hatte ihren Sitz in Paris und arrangierte den Wettbewerb bis 2002.
Die Kandidatinnen waren in ihren Herkunftsländern von nationalen Organisationskomitees ausgewählt worden, die mit der MEO Lizenzverträge abgeschlossen hatten. Dabei muss es sich nicht in jedem Fall um die Erstplatzierte in ihrem nationalen Wettbewerb gehandelt haben.

## Miss Europe 1992
Die Veranstaltung fand am 15. Juni 1992 in der griechischen Hauptstadt Athen statt. Es gab 32 Bewerberinnen.
| Land                    | Schreibweise bei Pageantopolis | Schreibweise in der Heimatsprache   | Teilnahme an weiteren Wettbewerben                                          |
| ----------------------- | ------------------------------ | ----------------------------------- | --------------------------------------------------------------------------- |
| Platzierungen           |                                |                                     |                                                                             |
| 1. Griechenland         | Marina Tsintikidou             | Μαρίνα Τσιντικίδου                  | Miss Universe 1992                                                          |
| 2. Tschechoslowakei     | Pavlina Baburkova              | Pavlína Babůrková                   | Miss Universe 1993: Semifinale                                              |
| 3. Türkei               | Banu Sagnak                    | Banu Sağnak                         |                                                                             |
| 4. Finnland             | Kirsi-Mari Ketola              | Kirsi-Maria Ketola                  | Miss Scandinavia 1993                                                       |
| 5. Israel               | Ravit Kanfi                    | רוית כנפי                           |                                                                             |
| Top 12                  |                                |                                     |                                                                             |
| Albanien                | Valbona Selimllari             | Valbona Selimllari                  | Queen of the World 1992: Platz 3, Mrs Globe 1999: Siegerin                  |
| Deutschland             | Maike Schwartz                 | Meike Schwarz                       |                                                                             |
| Frankreich              | Linda Hardy                    | Linda Hardy                         | Miss Universe 1992, Miss World 1992                                         |
| Italien                 | Rosangela Bessi                | Rosangela Bessi                     |                                                                             |
| Portugal                | Maria Fernanda Silva           |                                     | Miss Universe 1992                                                          |
| Russland                | Anna Portnaya                  | Анна Портная                        |                                                                             |
| Spanien                 | Sofia Mazagatos                | Sofía Mazagatos                     |                                                                             |
| Weitere Teilnehmerinnen |                                |                                     |                                                                             |
| Belgien                 | Sandra Joine                   | Sandra Joine                        | Miss World 1992, Miss Universe 1993                                         |
| Bulgarien               | Glina Velitchkova              | Глина Величкова                     |                                                                             |
| England                 | Joanne Elizabeth Lewis         |                                     | Miss World 1991, Miss International 1992                                    |
| Holland                 | Mariëlle Pontier               |                                     |                                                                             |
| Irland                  | Tara McDonald                  |                                     |                                                                             |
| Island                  | Heiðrun Anna Björnsdóttir      | Heiðrún Anna Björnsdóttir           |                                                                             |
| Litauen                 | Rasa Kukenyte                  | Rasa Kukenytė                       | Miss Baltic Sea 1993: Siegerin                                              |
| Luxemburg               | Carole Reding                  | Carole Reding                       | Miss Universe 1992, Miss International 1992                                 |
| Malta                   | Karin Demicoli                 |                                     |                                                                             |
| Norwegen                | Rita Omvik                     | Rita Omvik                          | Miss Scandinavia 1992, Miss International 1992: Semifinale, Miss World 1993 |
| Österreich              | Karin Friedl                   |                                     | Miss Universe 1992, Miss International 1992                                 |
| Polen                   | Jana Fabian                    |                                     |                                                                             |
| Rumänien                | Liliana Les                    |                                     |                                                                             |
| Schottland              | Katrina Lyall                  |                                     |                                                                             |
| Schweden                | Jeannette Lindstroem           | Jeannette Lindström                 |                                                                             |
| Schweiz                 | Sandra Aegerter                | Sandra Aegerter                     | Miss World 1991, Miss Universe 1992                                         |
| Ungarn                  | Orsolya Anna Michna            | Michna Orsolya                      | Miss World 1991                                                             |
| Wales                   | Sharon Isherwood               |                                     |                                                                             |
| Zypern                  | Yiota Koufalidou               | Γιώτα Κουφαλίδου (Giota Koufalidou) |                                                                             |

## Wettbewerb des „Comité Officiel et International Miss Europe“
Von 1951 bis 2002 gab es einen rivalisierenden europäischen Wettbewerb, durchgeführt vom Comité Officiel et International Miss Europe. Dies wurde 1950 von Jean Raibaut in Paris gegründet, der Sitz später nach Marseille verlegt. Die Siegerinnen trugen unterschiedliche Titel wie Miss Europa, Miss Europe oder auch Miss Europe International.
Am 27. September 1992 fand im italienischen Catania auf Sizilien ein weiterer Miss-Europe-Wettbewerb statt. Es ist nicht ganz klar, wer der Veranstalter war. Präsentiert wurde die Show vom in Italien sehr bekannten TV-Moderator Daniele Piombi. Es gab (mindestens) zwölf Bewerberinnen.
Platzierungen:
- 1.  Spanien: Yolanda Marcos Gonzales
- 2.  Frankreich: Anne Jandera[8]
- 3. (unentschieden)  Griechenland: Elena Liafou / Έλενα Λιάφου
- 3. (unentschieden)  Italien: Tatiana Zaghet

Weitere Teilnehmerinnen:
- Belgien: Nathalie De Cuyper
- Dänemark: Mette Friis-Mikkelsen
- Deutschland: Caren Buffor
- England: Emma Ashby
- Holland: Wendy Niesthoven
- Irland: Camilla Conolly Carew
- Luxemburg: Nathalie Quiring
- Portugal: Susanna Silva